# Metereca katangana
Metereca katangana is een hooiwagen uit de familie Assamiidae.